# Pereskia diaz-romeroana
Pereskia diaz-romeroana es una especie de cactus que nativo de Bolivia donde se encuentra en matorrales xerofíticos en la trayecto de Ttacko Laguna a Pulquina en Cochabamba, Santa Cruz y Chuquisaca  a una altitud de 1000 a 2000 metros. Se han encontrado en el parque nacional Amboró y en la Reserva Forestal de Inmovilización Río Grande Masicurí.

## Descripción
Pereskia diaz-romeroana es un arbusto, que alcanza un tamaño de  0,5 a 3 metros. Las raíces son esféricas y carnosas. Las ramas de color gris o marrón, erectas y colgantes tienen  corteza. Las hojas son elípticas a ovadas. El limbo de la hoja es de 2 a 3.5 cm de largo y de 1 a 2,2 centímetros de ancho.  La nervadura central sobresale en la parte inferior. En las ramas se producen de dos a cinco espinas, de 15 a 22 milímetros de largo. En las ramas más viejas pueden ser hasta doce por areola, y se doblan un poco hacia atrás  y tienen una longitud de 5 a 30 milímetros.
Las flores son terminales o axilares, a veces individuales, pero por lo general en grupos de dos o tres. Son de color rosa o rojas brillantes y alcanzan un diámetro de 1 a 2 cm. 

## Taxonomía
Pereskia diaz-romeroana fue descrita por  Martín Cárdenas Hermosa y publicado en Kakteen in Südamerika 1: 21, f. 3–4. 1979.
Etimología
Pereskia: nombre genérico llamado así en honor a Nicolas-Claude Fabri de Peiresc, botánico francés del siglo XVI, por quien también se nombró a la subfamilia Pereskioideae.
diaz-romeroana: epíteto que fue otorgado en honor del botánico boliviano Belisario Diaz Romero (1870–1940).

## Más información
- Morfología de los cactus
- Terminología descriptiva de las plantas